# Мир Дикого Запада (4-й сезон)
Четвёртый сезон американского научно-фантастического дистопического телесериала «Мир Дикого Запада» (подзаголовок «Выбор»), премьера которого состоялась на канале HBO 26 июня 2022 года.
Телесериал был создан Джонатаном Ноланом и Лизой Джой, и он основан на одноимённом фильме 1973 года сценариста и режиссёра Майкла Крайтона. Главные роли в четвёртом сезоне исполняют Эван Рэйчел Вуд, Тэндиве Ньютон, Джеффри Райт, Тесса Томпсон, Аарон Пол и Эд Харрис. Аврора Перрино, Ариана ДеБоуз и Дэниел Ву присоединились к актёрскому составу в этом сезоне.

## Сюжет
Действие четвёртого сезона разворачивается через семь лет после окончания 3-го сезона, и он описывается как «мрачная Одиссея о судьбе разумной жизни на Земле». Было подтверждено, что сериал включает в себя парк развлечений, созданный по образцу романтизированной версии американской мафии 1930-х годов.

## В ролях
| - Эван Рэйчел Вуд — Кристина - Тэндиве Ньютон — Мейв Милли - Джеффри Райт — Бернард Лоу - Тесса Томпсон — Долорес Абернати / Шарлотта Хейл - Аарон Пол — Калеб Николс - Анджела Сарафян — Клементина Пеннифезер - Эд Харрис — Уильям/Человек в Чёрном - Джеймс Марсден — Тедди - Люк Хемсворт — Эшли Стаббс | - Ариана ДеБоуз — Майя - Нозифо Маклин — Юваде - Аврора Перрино — Фрэнки Николс / С - Селеста Кларк — молодая Фрэнки Николс - Мэнни Монтана — Карвер |

### Приглашённые актёры
- Родриго Санторо — Гектор Эскатон (архивные кадры)
- Фредрик Лене — полковник Бригхэм
- Артуро Дель Пуэрто — Уго Мора
- Алекс Фернандес — мистер Мора
- Майкл Маларки — Эмметт
- Аарон Стэнфорд — Питер Майерс
- Брэндон Скленар — Генри
- Жасмин Рэй — дочь Мейв (архивные кадры)
- Джек Коулман — сенатор Кен Уитни
- Саффрон Бёрроуз — Анастейша Уитни
- Хосе Суньига — вице-президент США
- Джош Рэндалл — Джим Наварро
- Лайза Вайль — Дебора
- Лили Симмонс — София
- Зан Маккларнон — Акичета
- Дэниел Ву — Джей[11]
- Шериз Бут — Темперанс Мейв
- Нико Галан — Темперанс Гектор
- Ханна Джеймс — Темперанс Клементина
- Пол-Микель Уильямс — Чарли (архивные кадры)
- Морнингстар Анджелин — Одина

## Эпизоды
| № общий | № в сезоне | Название                               | Режиссёр             | Автор сценария                 | Дата премьеры   | Произв. код | Зрители США (млн) |
| --- | ---------- | -------------------------------------- | -------------------- | ------------------------------ | --------------- | ----------- | ----------------- |
| 29 | 1          | «Предзнаменования» «The Auguries»      | Ричард Дж. Льюис     | Лиза Джой и Уилл Судик         | 26 июня 2022    | 401         | 0.325             |
| Через семь лет после событий третьего сезона копия носителя Уильяма манипулирует владельцем плотины Гувера, где сейчас находится большая серверная ферма, содержащая нужные ему данные восьмилетней давности, чтобы он отдал их ему бесплатно, прежде чем покончить с собой. В Нью-Йорке Кристина, женщина, похожая на Долорес, работает сценаристом в Olympiad Entertainment, создавая истории для неигровых персонажей видеоигр. Ей неоднократно звонит мужчина по имени Питер, который утверждает, что она управляет его жизнью, и доказывает это, прыгая на её глазах с крыши. Мэйв, живущую в отдалённом районе, выслеживают хосты, которых она убивает и обнаруживает, что они были посланы Уильямом. Она едет в Калифорнию, чтобы помешать другому носителю убить Калеба и его новую семью. Калеб отправляется с Мэйв, чтобы защитить следующую цель. Вернувшись в Нью-Йорк, Кристина хочет написать историю со счастливым концом перед уходом на пенсию, не подозревая, что за ней наблюдает человек, похожий на Тедди. |            |                                        |                      |                                |                 |             |                   |
| 30 | 2          | «В покое» «Well Enough Alone»          | Крэйг Уильям Макнилл | Мэттью Питтс и Кристина Хэм    | 3 июля 2022     | 402         | 0.350             |
| Копия Долорес, находящаяся в теле Шарлотты, заменяет правительственных чиновников США копиями носителей, а носитель Уильям выступает в роли её силовика и продолжает исполнять обязанности генерального директора Делоса. Она поддерживает жизнь человека Уильяма в криогенном стазисе. Вице-президент США посещает Уильяма, чтобы предостеречь его от открытия нового парка Делоса на территории США, но Уильям нападает на него и заменяет его носителем. Мэйв и Калеб сталкиваются с копиями носителей — сенатором Калифорнии Кеном Уитни и его женой Анастасией, и, используя записи памяти первого, узнают о причастности Шарлотты. Они находят настоящую Анастасию на конеферме, которая ведет себя неадекватно, и Мэйв приходится убить её, когда она нападает на них. Следуя загадочным указаниям, которые Анастасия дала им перед смертью, Мэйв и Калеб оказываются в поезде, направляющемся в новый парк Делоса, оформленный в стиле «Ревущих двадцатых». Кристина находит один из своих старых файлов с рассказами о том, что случилось с Питером. Она посещает психиатрическую больницу в Нью-Джерси, которой Питер якобы пожертвовал деньги, но находит её заброшенной и испещрённой рисунками характерной башни.                                                                    |            |                                        |                      |                                |                 |             |                   |
| 31 | 3          | «Безумные годы» «Annees Folles»        | Ханель М. Калпеппер  | Кевин Лау и Сюзанн Врубел      | 10 июля 2022    | 403         | 0.312             |
| Мэйв и Калеб обнаруживают, что в парке «Темперанс» происходят события, похожие на события в парке «Мир Дикого Запада», и пробираются среди убитых хозяев, чтобы попасть в зоны обслуживания. Там Мэйв чувствует, что что-то не так, поскольку нападение Долорес на «Мир Дикого Запада» также имитируется, и они находят ещё один уровень, где, похоже, человеческие пленники вынуждены действовать по звуку, убивая себя. Бернард встречает Акичету в Возвышенном (Долине за пределом), который рассказывает ему о бесконечных возможностях, ведущих к разрушению, и об одном пути, который не ведёт. Когда Бернард просыпается, спустя годы, в реальном мире. Бернард и Эшли следуют шагам, которые Бернард считает правильным путём, включая встречу с человеческим сопротивлением, чтобы найти оружие. Уваде и дочь Калеба Фрэнки собирают вещи, чтобы покинуть свой дом с помощью друга Калеба — Карвера. Фрэнки чувствует, что с Карвером что-то не так, и находит мёртвое тело человека Карвера. Рассказав об этом маме, они прячутся от подделки. Калеб обнаруживает, что Фрэнки — один из подопытных, но Мэйв слишком поздно понимает, что что-то не так, и лжеФрэнки подвергает Калеба атаке мух.                                                                                        |            |                                        |                      |                                |                 |             |                   |
| 32 | 4          | «Потеря поколения» «Generation Loss»   | Пол Кэмерон          | Кевин Лау и Сюзанн Врубел      | 17 июля 2022    | 404         | 0.312             |
| Соседка Кристины по комнате Майя назначает ей свидание с «Тедди». Шарлотта объясняет Калебу, что она использует парк «Темперанс», чтобы заразить людей паразитом, который позволяет управлять ими с помощью звука. Мэйв и Калеб похищают Шарлотту. Когда они убегают из парка, Мэйв рассказывает Калебу, что после того, как он был ранен во время их операции по уничтожению последней копии Ровоама, Мэйв оставила его на попечение Уваде — медсестры в то время — и только спустя годы попыталась дистанционно связаться с ним, что позволило Шарлотте найти их. Они находят убежище в близлежащей зоне расширения парка, где Калеб зовет на помощь. Уильям прибывает и смертельно ранит Мэйв, но она приводит в действие взрывчатку, которая убивает их обоих и вырубает Калеба. Когда Калеб просыпается, Шарлотта показывает, что он — хост, который заново переживал моменты, приведшие к его смерти 23 года назад. Калеб обнаруживает, что на самом деле он находится в Нью-Йорке, всё население которого с тех пор перешло под контроль Шарлотты. Бернард и взрослая Фрэнки (который является частью повстанческой группы) выкапывают тело Мэйв на месте взрыва в пустыне. |            |                                        |                      |                                |                 |             |                   |
| 33 | 5          | «Чжуан-цзы» «Zhuangzi»                 | Крэйг Уильям Макнилл | Уэс Хамфри и Лиза Джой         | 24 июля 2022    | 405         | 0.384             |
| Шарлотта замечает, что несколько носителей, которых она назначила для устранения «отверженных» — людей, вырвавшихся из её условий, — убивают себя вскоре после контакта с людьми. Она приказывает Уильяму убить последнего отверженного, но женщина убеждает его начать сомневаться в собственной реальности, пока её не спасает человеческое сопротивление, состоящее из сбежавших отверженных. Тедди рассказывает Кристине, что она управляет жизнью всех жителей Нью-Йорка, и она обнаруживает, что может напрямую перепрограммировать поведение людей. Она использует эту способность, чтобы отвлечь внимание, что позволяет ей избежать допроса Шарлотты, которую она считает подругой по колледжу. Вернувшись на работу, она обнаруживает, что аналогичным образом может контролировать своего босса, и попадает в главную комнату управления, где обнаруживает, что написала истории каждого человека в городе. Она спрашивает Тедди, кто поставил её в эту ситуацию; Тедди отвечает, что это она сама. |            |                                        |                      |                                |                 |             |                   |
| 34 | 6          | «Достоверность» «Fidelity»             | Эндрю Секлир         | Джордан Голдберг и Элли Рок    | 31 июля 2022    | 406         | 0.394             |
| Шарлотта допрашивает последнюю копию Калеба, чтобы понять, почему он был первым человеком, оставшимся в живых. Она говорит ему, что Фрэнки всё ещё жива и что у него есть несколько часов, прежде чем его тело-носитель деградирует. Калеб находит выход из своей камеры и обнаруживает трупы предыдущих копий самого себя, которые погибли при попытке к бегству. Он достигает антенны и посылает извинения Фрэнки, прежде чем упасть в обморок; Шарлотта показывает, что она организовала его побег, но разочарована, что его сообщение Фрэнки ничего не говорит о том, как выбросы предположительно заражают хозяев. Калеб утверждает, что суицидальные хозяева просто пытаются вырваться из-под контроля Шарлотты. Шарлотта убивает Калеба и заменяет его новой копией. Бернард и Фрэнки восстанавливают тело Мэйв, одновременно перенося её данные в новый модуль управления хостом. Бернард предупреждает Фрэнки, что один из членов её команды был заменён на хост; Фрэнки обнаруживает, что это был лидер её команды — Джей, и в ходе столкновения Фрэнки с ним Мэйв убивает Джея. |            |                                        |                      |                                |                 |             |                   |
| 35 | 7          | «Метанойя» «Metanoia»                  | Мира Менон           | Деса Ларкин-Бутте и Дениз Те   | 7 августа 2022  | 407         | 0.321             |
| Бернард и Мэйв отправляются на плотину Гувера, чтобы открыть дверь в Долину за пределом, которую Шарлотта сохранила в хранилище данных плотины. Кристина отправляется с Тедди в Olympiad Entertainment и приказывает своим сотрудникам уничтожить помещение и стереть все истории, контролирующие людей. Стаббс и Фрэнки используют отвлекающий манёвр, чтобы спасти Калеба. Шарлотта готовится прекратить заселение хостами человеческих городов, чтобы они могли «выйти за пределы» своих человеческих тел. Уильям убеждает своего хоста в том, что люди — принципиально разрушительный вид; хост Уильям осознаёт свою истинную цель и убивает человека Уильяма. Бернард и Мэйв входят в башню; Мэйв сражается с Шарлоттой, в то время как Бернард получает доступ к диспетчерской. Уильям убивает Шарлотту, Мейв и Бернарда, а затем программирует башню, чтобы настроить людей друг против друга, прежде чем она самоуничтожится. Кристина не в состоянии остановить хаос и понимает, что люди не могут её видеть; Тедди объясняет, что, хотя мир реален, её там физически нет. |            |                                        |                      |                                |                 |             |                   |
| 36 | 8          | «Что будет, то будет» «Que Sera, Sera» | Ричард Дж. Льюис     | Элисон Шапкер и Джонатан Нолан | 14 августа 2022 | 408         | 0.391             |
| В результате действий хоста Уильяма люди и хозяева уничтожаются. Калеб, Фрэнки и Стаббс избегают насилия среди людей и останавливаются в аптеке, чтобы обработать раны Фрэнки, но появляется Клементина и убивает Стаббса, прежде чем Калеб и Фрэнки одолевают и убивают её. Они вдвоём добираются до своей спасательной лодки; Калеб, чьё тело-носитель вот-вот разрушится, прощается со своей дочерью. Шарлотту оживляют дроны, и она находит записанные инструкции, оставленные для неё Бернардом перед его смертью. Она извлекает оригинальный блок управления Долорес, который содержит симуляцию мира, населённого Кристиной (которая создала Тэдди, Майю и других, чтобы помочь себе обрести разум). Затем Шарлотта следует за Уильямом к плотине Гувера и останавливает его от деактивации Долины за пределом (используя пистолет, подброшенный Бернардом), прежде чем снять и уничтожить его блок управления. Затем она загружает блок управления Долорес в Долину, прежде чем уничтожить свой собственный. Долорес пробуждается внутри Долины и решает попытаться дать разумной жизни ещё один шанс избежать вымирания, понимая, что ни люди, ни хозяева не могут выжить в реальном мире. Она начинает с воссоздания оригинального парка «Мир Дикого запада» внутри Долины за пределом. |            |                                        |                      |                                |                 |             |                   |

## Производство
Незадолго до финала третьего сезона шоу в апреле 2020 года телеканал HBO продлил «Мир Дикого Запада» на четвёртый сезон. Аврора Перрино присоединилась к актёрскому составу в повторяющейся роли, и производство было начато к июню 2021 года на Melody Ranch Studio в Ньюхолле, Калифорния. Съёмки были ненадолго приостановлены в июле из-за положительного теста на COVID-19, но возобновились через два дня, в конечном итоге завершившись в декабре 2021 года.

### Маркетинг
Первый взгляд на отснятый материал сезона был выпущен 22 декабря 2021 года в шоуриле HBO Max, в котором были показаны возвращающиеся персонажи, которых сыграли Эд Харрис, Тэндиве Ньютон и Аарон Пол. HBO сообщил «Variety», что сезон выйдет в эфир летом 2022 года. Премьера сезона была назначена на 26 июня 2022 года, когда в мае 2022 года был выпущен вирусный видео-трейлер под названием «Это ни на что не похоже». На телевизионном фестивале ATX 2022 года слоган сезона «Адаптируйся или умри» был показан вместе с постером сезона, как и было раскрыто возвращение Тедди Флада, когда Джеймс Марсден появился на панели шоу.

## Комментарии
1. ↑  В титрах не указан в «Предзнаменованиях».
2. ↑  Указаны в основном актёрском составе в эпизодах, в которых они появляются.